# Meždusopočnyj
Meždusopočnyj (rusky Междусопочный) je v současnosti neaktivní štítová sopka, nacházející se v centrální části pohoří Středokamčatský hřbet na poloostrově Kamčatka na severním břehu jezera Meždusopočnoje. Masiv sopky je budován převážně čedičovými horninami a jeho stáří se odhaduje na konec pleistocénu až začátek holocénu.